# Ascari Cars
La Ascari Cars è stata una casa automobilistica britannica specializzata in vetture sportive. Aveva sede a Banbury, Oxfordshire. 
Il nome dell’azienda richiamava quello di Alberto Ascari (1918 - 1955), pilota italiano, che fu primo al mondo a essere due volte campione di Formula 1: tale nome era l'acronimo della sua denominazione ufficiale di Anglo Scottish Car Industries. L’azienda ha concluso la sua attività nel 2010.

## Storia
La Ascari Cars è stata creata nel Dorset, Inghilterra nel 1995. La sua prima auto, prodotta in serie limitata, la Ascari Ecosse, è stato lanciata nel 1998. In seguito al lancio della Ecosse, l'imprenditore olandese Klaas Zwart ha acquistato la società.
Nel 2000 la Ascari Cars ha costruito un nuovo impianto a Banbury, con il conseguente sviluppo della seconda auto, la Ascari KZ1, e la costituzione dell'Ascari Racing Team.
Nel 2000 Ascari ha inoltre avviato la costruzione di un circuito automobilistico nei pressi di Ronda, nel sud della Spagna. Nella pista, che è stata affiancata da un resort, è possibile testare diverse auto stradali e da gara. Dopo la chiusura dell’Ascari nel 2010, il circuito è stato rilevato dal team di Formula 1 Haas.

### Auto stradali

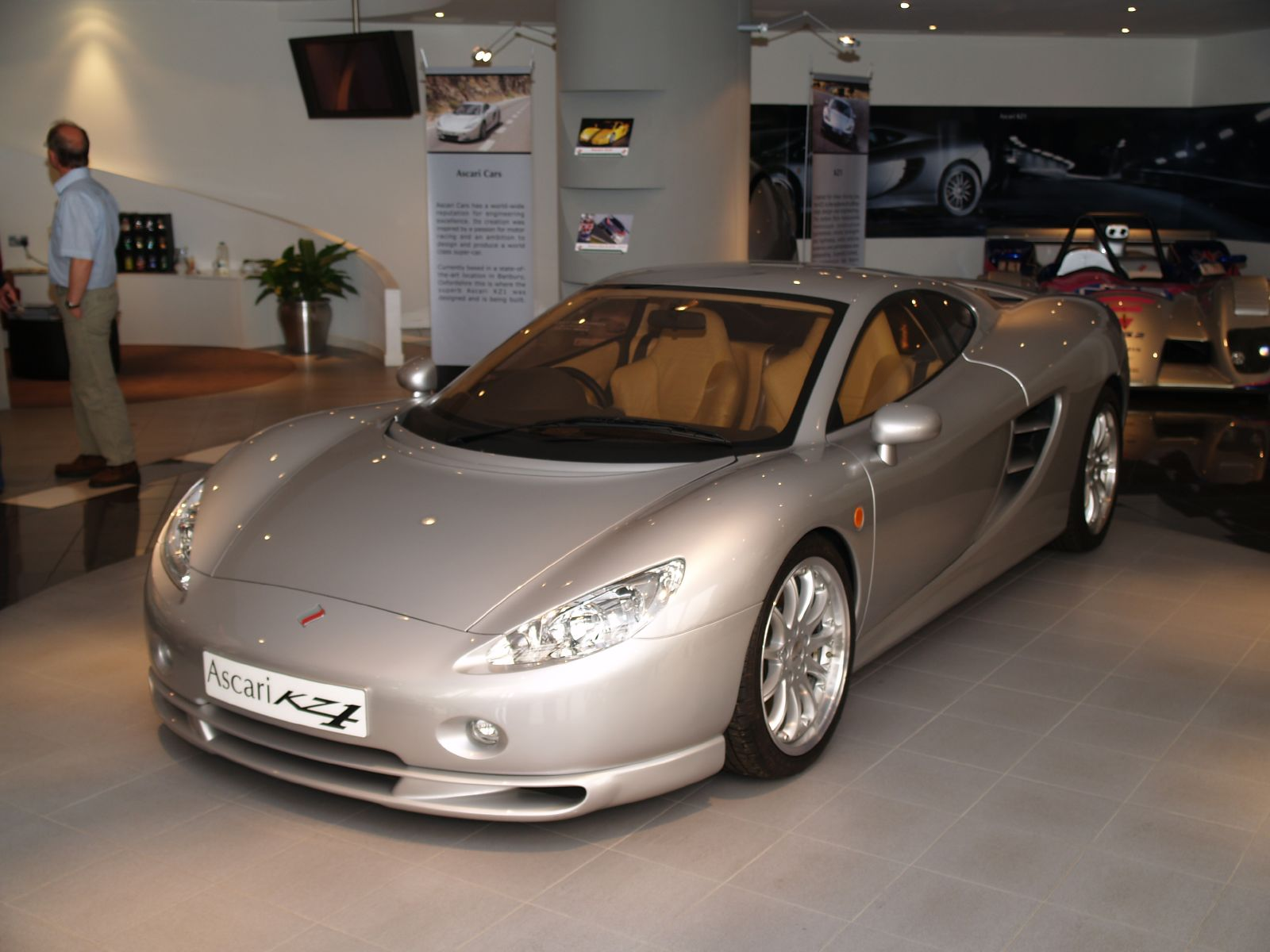
Una Ascari KZ1 in esposizione.

- Ascari FGT (1995) - Prima concept car
- Ascari Ecosse (1998) - Versione della FGT per la produzione
- Ascari KZ1 (2003)
- Ascari A10 (2006) - aggiornamento della KZ1

### Auto da competizione
- Ascari FGT (1995) - Versione da gara della concept FGT, che ha preso parte al British GT Championship
- Ascari A410 Judd (2000) - Le Mans Prototype
- Ascari KZR-1 (2003) - Versione aggiornata della A410
- Ascari KZ1R GT3 (2005) - Versione da gara della KZ1 che gareggia nella classe FIA GT3
- Ascari A10